# Caedicia pictipes
Caedicia pictipes är en insektsart som beskrevs av Carl Stål 1874. Caedicia pictipes ingår i släktet Caedicia och familjen vårtbitare. Inga underarter finns listade i Catalogue of Life.